# César Velásquez
César Velázquez (16 de setembro de 1972) é um ex-futebolista profissional paraguaio que atuava como defensor.

## Carreira
César Velázquez representou a Seleção Paraguaia de Futebol nas Olimpíadas de 1992.